# Зотовский
Зотовский — хутор в Клетском районе Волгоградской области России. Входит в состав Калмыковского сельского поселения. Население 209 чел. (2010) .

## История
В соответствии с Законом Волгоградской области от 14 февраля 2005 года № 1003-ОД «Об установлении границ и наделении статусом Клетского района и муниципальных образований в его составе», хутор вошёл в состав образованного Калмыковского сельского поселения.

## География
Расположен в западной части региона, в степи, у подножия Донской гряды, являющейся частью Восточно-Европейской равнине, по обоим берегам реки Крепкая.
Уличная сеть состоит из шести географических объектов: ул. Зелёная, ул. Молодёжная, ул. Набережная, ул. Привольная, ул. Садовая, ул. Центральная.
Абсолютная высота 103 метра над уровнем моря.

## Население
| 2010 |
| ---- |
| 209  |

Гендерный состав
По данным Всероссийской переписи населения 2010 года в гендерной структуре населения из 76 человек мужчин — 35, женщин — 41 (46,1 и 53,9 % соответственно).
Национальный состав
Согласно результатам переписи 2002 года, в национальной структуре населения
русские составляли 79 % от общей численности населения в 242 чел..

## Инфраструктура
Развитое сельское хозяйство. Личное подсобное хозяйство.

## Транспорт
подъезд от автомобильной дороги «Курганный — Клетская» к х. Зотовский (идентификационный номер 18 ОП МЗ 18Н-53-1).
Просёлочные дороги.